# Wer die Vergangenheit stiehlt
Wer die Vergangenheit stiehlt ist der achte Kriminalroman einer Serie von Tony Hillerman. Unter dem Titel A Thief of Time erschien er 1988 in englischer Sprache, deutschsprachig erstmals 1990 im Rowohlt Verlag.

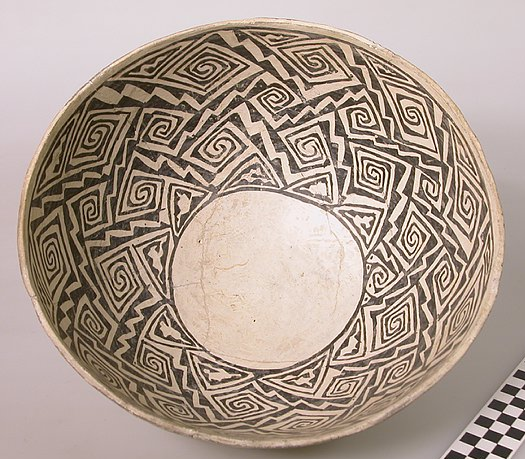
Anasazi-Keramik des 12./13. Jahrhunderts

## Kontext
Wer die Vergangenheit stiehlt ist ein Ethno-Krimi. Ort der Handlung ist der Nordosten des US-Bundesstaates Arizona und dort die dünn besiedelte Navajo Nation Reservation. Zentrale Figuren und Ermittler sind Joe Leaphorn und Jim Chee, zwei Polizisten der Navajo Tribal Police (Polizei der Navajo Nation Reservation). Dieser Roman ist nach Die Nacht der Skinwalkers der zweite von Tony Hillerman, in dem er Joe Leaphorn und Jim Chee gemeinsam ermitteln lässt.

## Personen
- Officer (Beamter) Jim Chee (Kriegername: „Tiefer Denker“), ein Angehöriger der Navajo (auch: Dinee, „Volk“). Stationiert ist er in der kleinen Siedlung Shiprock. Er ist seit einiger Zeit auch Hatathali[Anm. 4], einer, der die rituellen Gesänge beherrscht, die eingesetzt werden, wenn ein Mensch mit sich und seiner Umwelt nicht mehr im Einklang lebt und deshalb erkrankt. Er wartet immer noch darauf, dass ihn jemand engagiert, einen solchen rituellen Gesang zu zelebrieren.
- Lieutenant (Leutnant) Joe Leaphorn, ein älterer Kollege, ebenfalls Angehöriger der Navajo. Stationiert ist er in Window Rock. Vor kurzem ist seine Frau, Emma, bei einer Operation verstorben. Das hat ihn depressiv werden lassen und er hat einen Antrag auf Pensionierung gestellt.
- Janet Pete, Rechtsanwältin. Sie wurde im vorhergehenden Roman, Die Nacht der Skinwalkers, in die Handlung eingeführt. Sie und Jim Chee kommen einander näher, zumal Jim Chee davon ausgeht, dass seine Beziehung zu Mary Landon zu Ende gegangen ist.
- Dr. Eleanor Friedman-Bernel, eine Archäologin[Anm. 5], deren Spezialgebiet die Keramik der Anasazi ist.
- Maxie Davies, eine weitere Wissenschaftlerin, die archäologische Ausgrabungen in Siedlungen der Anasazi durchführt.
- Randall Elliot, ein Anthropologe, und Freund von Maxie Davies.
- Bo Arnold, ein Biologe, Spezialgebiet: Flechten. Er ist mit Dr. Eleanor Friedman-Bernel befreundet. Außerdem besitzt er ein Kanu.
- Bob Luna, Mitarbeiter des U.S. National Park Service. Er ist verheiratet und hat zwei schulpflichtige Kinder.
- Harrison Houk, Lokalpolitiker, Viehzüchter und nebenher Antiquitätenhändler, der es mit der Herkunft der Stücke nicht so genau nimmt. Zwanzig Jahre zuvor hat er seine gesamte Familie in einer Familientragödie verloren und damals auch Joe Leaphorn kennen gelernt.
- Slick Nakai, ein evangelikaler Erweckungsprediger, der auch mit Antiken handelt.
- Joe B. Nails, ein Raubgräber
- Jimmy Etcitty, Grabungshelfer bei Maxie Davies, Gitarrenspieler im Gottesdienst bei Slick Nakai und ebenfalls Raubräber.

## Handlung

### Der Kriminalfall
Joe Leaphorn und Jim Chee ermitteln in zwei unterschiedlichen Sachverhalten, wobei bald klar wird, dass beide zusammenhängen. Joe Leaphorn versucht herauszufinden, was mit der vermissten Eleanor Friedman-Bernel geschehen ist und ob sie überhaupt noch lebt. Jim Chee ermittelt zunächst wegen eines gestohlenen Grabenbaggers, der, wie sich später herausstellt, für Raubgrabungen eingesetzt wird. Verbindendes Element ist dabei die Suche sowohl der Wissenschaftler als auch der Raubgräber nach der Keramik, die sich in den archäologischen Stätten der Anasazi findet.

### Nebenhandlungen
Die Liebesgeschichte zwischen Jim Chee und Mary Landon, die in dem Roman Tod der Maulwürfe beginnt, scheint zu enden. Sie ist zum Studium nach Wisconsin gegangen und nicht wieder gekommen. Jim Chee und die Rechtsanwältin Janet Pete kommen einander näher.
Emma, die Ehefrau von Joe Leaphorn, ist verstorben. In seiner Trauer will er den Polizeidienst quittieren. Da er aber vermutet, dass Emma an der Aufklärung des Schicksals  der vermissten Eleanor Friedman-Bernel großen Anteil genommen hätte, lässt er sich mit zunehmendem Interesse auf die Suche ein. Am Ende entschließt er sich, seinen Kollegen Jim Chee darum zu bitten, für ihn als Hatathali tätig zu werden und mit ihm eine Heilungszeremonie durchzuführen.

## Bezug zu anderen Werken
Die Kriminalromane von Tony Hillerman bauen sich um indianische Kultur auf. Während das Verbrechen in den ersten Romanen in der Regel aus der „weißen“ Kultur in die indianische Welt hineingetragen wird, verblasst dieses Schema in den folgenden Episoden. In Wer die Vergangenheit stiehlt sind Motiv und Täter – bis auf einige Randfiguren – wieder ausschließlich in der Kultur der „Weißen“ verwurzelt, während Navajos als Ermittler agieren.

## Ausgaben
- Englischsprachige Erstausgabe: A Thief of Time. New York 1988. ISBN 0-06-015938-3.
- Deutschsprachige Ausgaben[3]: Wer die Vergangenheit stiehlt
  - 1. Auflage. Rowohlt Verlag. Reinbek bei Hamburg. 1990. ISBN 978-3-499-42931-6; Nachdruck: 1991, 1992 (zwei Nachdrucke), 1994.[4]
  - 2. Auflage. Rowohlt Verlag. Reinbek bei Hamburg. 1997. ISBN 978-3-499-43268-2
  - 3. Auflage Rowohlt Verlag. Reinbek bei Hamburg. 2001. ISBN 978-3-499-23048-6
  - 4. Auflage.[Anm. 6] Rowohlt Verlag. Reinbek bei Hamburg. 2017. ISBN 978-3-688-10144-3